# Michał Klauza
Michał Klauza (ur. 5 listopada 1973 w Puławach) – polski dyrygent.
Jest absolwentem Akademii Muzycznej w Warszawie (klasa prof. Ryszarda Dudka). Potem ukończył studia podyplomowe w Konserwatorium im. Nikołaja Rimskiego-Korsakowa w Petersburgu. Działalność artystyczną zaczął w 1993, zakładając na warszawskiej Akademii Muzycznej Orkiestrę Kameralną "Concertino". Brał udział w kursach dyrygenckich Kurta Redla oraz Walerija Girgijewa. Został dyrektorem artystycznym Polskiej Orkiestry Radiowej, a począwszy od kwietnia 2016 jest dyrygentem gościnnym Teatru Bolszoj w Moskwie. Był tam autorem premier Don Pasquale i Idioty Mieczysława Wajnberga. 
W latach 1998–2003 był dyrygentem w Teatrze Wielkim w Warszawie. W latach 2004–2008 był dyrygentem i zastępcą dyrektora muzycznego w Walijskiej Operze Narodowej w Cardiff. Od 2009 do 2015 był drugim dyrygentem Narodowej Orkiestry Symfonicznej Polskiego Radia w Katowicach, a od 2013 do 2015 kierownikiem muzycznym Opery i Filharmonii Podlaskiej. Występował na takich scenach, jak Covent Garden Theatre w Londynie, czy Opera Kijowska, a w Polsce Opera Bałtycka, Opera Nova i Teatr Wielki w Poznaniu. Koncertował m.in. z takimi orkiestrami jak: Orkiestra Symfoniczna Filharmonii Narodowej, Sinfonia Varsovia, Orchestre national du Capitole de Toulouse, Państwowa Orkiestra Symfoniczna Federacji Rosyjskiej i Filharmonia Moskiewska. Nagrywał również dla radia i telewizji. 